# Método Baretta
El método Baretta es una técnica que permite con un alto porcentaje de éxitos la elección del sexo del bebé basándose en la alimentación de la madre antes del embarazo;  el método sostiene que esto es posible por los cambios que la dieta produce en el moco cervical; dicho método fue desarrollado por la bioquímica argentina Adriana Baretta, aprobado por pares y publicado científicamente . (Baretta A. 2018)

## Principios generales

Esquema de los órganos reproductores de la mujer

Según el libro ¿Niño o niña? Ya puedes elegir (Baretta 2006) los contenidos en ciertos minerales (Sodio, potasio, calcio y magnesio) de la dieta femenina durante el trimestre previo a la concepción seleccionan el sexo de su descendencia. 
El motivo enunciado es que el diverso equilibrio entre dichos minerales modifica el patrón mucoso o moco cervical de la mujer, tanto que muchas madres favorecen a un mismo espermatozoide siempre debido a un hábito alimentario constante. Estas mujeres, tendrían escasa o nula posibilidad de concebir el sexo contrario, si no modifican su dieta.

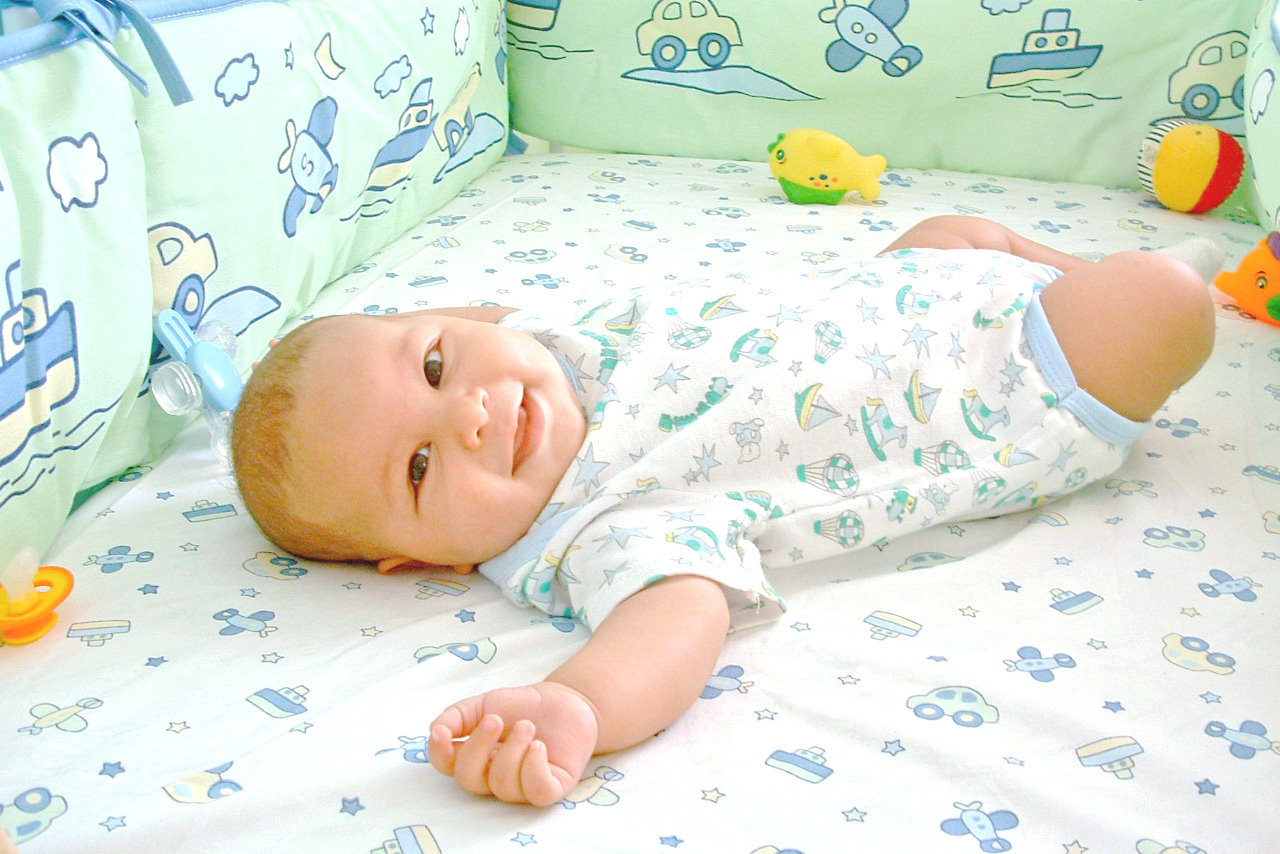

Existe un delicado y sensible equilibrio entre los minerales mencionados, de acuerdo a los alimentos que prefiere consumir cada mujer. El Método Baretta clasifica la población femenina en distintos rangos de acuerdo a las diferentes proporciones de minerales en la ingesta. 
Las secreciones cervicales cíclicas que se presentan en las mujeres pertenecientes a cada segmento alimentario, son similares entre sí y diferentes a las de otros segmentos.(Baretta A. 2009) 
Adriana Baretta, bioquímica, directora del Instituto Abif (Córdoba, Argentina), concluye tras décadas de estudio que las secreciones femeninas son un filtro natural para los espermatozoides; el proceso es similar a cualquier separación fundamentada de esperma in Vitro y no conlleva los probables riesgos aún desconocidos de la manipulación espermática; cuenta además a su favor mayores posibilidades de éxito en la concepción, inherentes a la fertilidad natural humana, ya sea mediante varios intentos en cada ciclo, o acumulativamente en varios ciclos consecutivos aplicando el método.
La influencia de los minerales de la dieta materna en el sexo de la prole tiene sus orígenes en experiencias en animales, ya en la década de 1940, y esta hipótesis fue retomada en la década del '70 por científicos franceses y canadienses que trasladaron sus experiencias a seres humanos y publicaron sus conclusiones  (Duc M. 1977)  (Labro F. y Papa F. 1984) (Lorrain J. et Gagnon R. 1975) (Seguy B. 1976) (Stolkowski J. et Duc M. 1977)  (Stolkowski J. et Lorrain J. 1982) (Stolkowski J. et Choukroun, J. 1986), aunque sin dilucidar el motivo por el cual la dieta operaba seleccionando el sexo. Michele Duc aprobó su tesis doctoral en 1977 con su trabajo.  No se han encontrado estudios científicos que refuten esta influencia.
Landrum Shettles (Shettles L. B. y Rorvik D. 1987) publicó a finales del siglo XX sus experiencias, que tienen algunos puntos en común con Baretta: si las secreciones cervicales son muy alcalinas, favorecen al espermatozoide “Y”; si son más ácidas, favorecen al espermatozoide “X”. 
En un ciclo sexual normal y estándar, según el mismo Shettles y otros científicos (Billings E. and Billings J. 2005), la circunstancia de mayor alcalinidad se verifica en la ovulación, coincidente con el pico del moco. En el mismo ciclo tipo, el moco más ácido se visualiza un promedio de dos o más días antes de la ovulación.(Shettles L. B. y Rorvik D. 1987)
Si bien las experiencias de Shettles se concretaron analizando las distintas calidades de secreciones femeninas y la viabilidad de las dos clases de espermatozoides en cada una de ellas (Shettles L. B. 1961), luego él elaboró sus reglas fundamentándolas en la diferencia de velocidad y supervivencia entre los dos tipos de espermatozoides (Shettles L. B. y Rorvik D. 1987). Este fue el concepto asumido por la comunidad científica en primera instancia, pero ha sido refutado posteriormente por otros científicos, que aseguraron no encontrar relación alguna entre el sexo del bebe y la distancia a la ovulación, ni tampoco diferencias significativas en la velocidad y supervivencia de los espermatozoides. (Wilcox A. et all 1995)
Según Baretta, si Shettles hubiese cimentado sus reglas en la acidez o alcalinidad de las secreciones femeninas, tal como las había experimentado empíricamente, y no en la distancia a la ovulación o en diferencias notables de velocidad y supervivencia de los espermatozoides, los fundamentos de ambos métodos, Shettles y Baretta, coincidirían en gran medida. Las diferencias residirían solamente en considerar el factor dieta (imposibilidad de algunas mujeres de concebir uno u otro sexo si no modifican su alimentación), e interpretar profesionalmente el patrón fértil de cada mujer, resolviendo en qué momento del mismo se encuentran las secreciones favorables a uno u otro espermatozoide, teniendo en cuenta que en muchas mujeres el "pico de moco" y la ovulación no son simultáneos. (Baretta A. 2009)
El Método Baretta enuncia que las madres de varios niños, con dieta acorde al espermatozoide “Y”, se caracterizan por poseer un patrón cervical muy alcalino y acuoso, en casi todos sus días fértiles, y no solamente en el momento de la ovulación, por lo que es muy improbable que conciban una niña aunque se distanciaran de la misma. Las madres de niñas, al contrario, poseen predominantemente secreciones ácidas, deshidratadas, y es muy probable que nunca conciban niño si no cambian, consciente o inconscientemente, su costumbre alimentaria. La calidad de las secreciones depende de la dieta que la mujer elige llevar, a veces de manera temporaria, y otras veces de manera permanente, a lo largo de su vida fértil.
Según se lee en la página web del Instituto Abif, el libro publicado en 2006 da pautas generales de dieta para que el ciclo femenino se asimile al patrón de moco estándar enunciado por Shettles (Shettles L. B. y Rorvik D. 1987), y así las mujeres tengan posibilidades de concebir niño coincidiendo con la ovulación, o niña distanciándose de ella, aplicando las reglas de este científico.
Sin embargo, manifiesta que el criterio correcto para favorecer a uno u otro espermatozoide es dependiente de las secreciones cervicales modificadas por el equilibrio de minerales de la dieta femenina (Baretta A. 2009) (Baretta A, 2018), y no necesariamente de la distancia a la ovulación.

## Aplicación
La comprobación de diversos segmentos alimentarios en relación con los contenidos minerales, y su correlación con diversos patrones cíclicos del cérvix en cada mujer, demuestran que la complejidad del tema no puede ser resuelta con la simple lectura de un libro.
Todo esto, sin desconocer que pueden existir circunstancias extra-dieta que modifiquen las secreciones cervicales (patologías, medicamentos, medio ambiente), por lo cual no se deben exagerar las expectativas, ni en métodos naturales como éste, ni en técnicas artificiales de selección espermática in Vitro que tampoco pueden asegurar el 100% de efectividad, y sus riesgos en manipulación espermática son causa de recelo para muchos científicos, como lo exponen Veiga, A. y Egozcue, J. y la revista France Actualités.